# 万州青龙瀑布
万州大瀑布，又称青龙瀑布、甘宁瀑布，位于重庆市万州区境内，瀑布宽151米，高64.5米，瀑布面积7417.5平方米，是重庆市万州区著名景观。

## 相关链接
- “亚洲第一瀑”——万州青龙瀑布(组图)（页面存档备份，存于）